# Terrance West
Terrance West (Ft. Lauderdale, 28 gennaio 1991) è un giocatore di football americano statunitense che milita nel ruolo di running back per i Baltimore Ravens della National Football League.

## Carriera universitaria
Dopo aver giocato a football per la Northwestern High School di Baltimora, presso la quale totalizzò oltre 4.700 yard complessive, oltre a giocare anche a basket, baseball ed atletica leggera, West frequentò la Fork Union Military Academy per un anno, per poi lasciarla a causa della lontananza dalla propria famiglia. 
Dopo aver saltato la stagione 2010 a causa dei regolamenti della NCAA che prevedono un anno di stop in caso di trasferimento, nel 2011 disputò con i Towson Tigers 11 incontri su 12 in stagione (senza mai partire titolare), guidando la squadra al primo CAA Championship con 1294 yard corse e 29 touchdown in 194 portate, ad una media di 6,7 yard a portata. Tali numeri, che rappresentarono il nuovo record (oltre che il terzo miglior risultato di tutti i tempi) ateneo per un freshman, gli permisero di essere premiato con il Jerry Rice Award, che individua il miglior freshman della Football Championship Subdivision (FCS), come Rookie Offensivo dell'Anno della CAA e di essere inserito nel First-team All-CAA e nell'FCS First-team All-American.  L'anno seguente non fu invece dirompente come la stagione del debutto per West, che riuscì comunque a superare nuovamente le 1.000 yard (1.046 in 195 portate), guidando la CAA in yard corse in media a partita (104,6) e in marcature (14 touchdown su corsa e 1 su ricezione) e venendo inserito nell'FCS Third-team All-American e nuovamente nel First-team All-CAA.
Il 2013 fu invece una cavalcata trionfale per West che in 16 gare stabilì il nuovo record dalla FCS in yard corse (2.509), touchdown totali e touchdown su corsa (rispettivamente 42 e 41). Nei suoi 3 anni a Towson, West corse in 802 portate per 4.849 yard ed 84 touchdown, risultato quest'ultimo che rappresenta il miglior risultato di sempre nella storia della FCS alla pari con gli 84 touchdown segnati da Adrian Peterson. Egli inoltre ricevette altri 2 touchdown per un totale di 86 touchdown complessivi, terzo miglior risultato di sempre nella storia della FCS dietro gli 89 messi a segno da Brian Westbrook e gli 87 messi a segno da Peterson. Unico neo fu la sconfitta nell'FCS Championship Game per 7-35 contro North Dakota State (nel quale corse per 99 yard segnando un touchdown) che non gli impedì comunque a fine stagione di essere premiato come Giocatore Offensivo dell'Anno della CAA, di essere inserito per la terza volta consecutiva nel First-team All-CAA e nell'FCS First-team All-American dall'Associated Press.

### Vittorie e premi

#### Università
- CAA Championship: 2

Towson Tigers: 2011, 2012

#### Individuale
- FCS First-team All-American: 2

2011, 2013
- FCS Third-team All-American: 1

2012
- Jerry Rice Award: 1

2011
- Giocatore Offensivo dell'Anno della CAA: 1

2013
- First-team All-CAA: 3

2011, 2012, 2013
- Rookie Offensivo dell'Anno della CAA (2011)

## Carriera professionistica

### Cleveland Browns
West era considerato uno dei migliori running back in vista del Draft NFL 2014 (era pronosticato per esser scelto nel 3º giro) al quale si presentò da underclassman, avendo deciso di rendersi eleggibile dopo aver rinunciato al suo ultimo anno al college. Il 9 maggio fu selezionato al terzo giro come 94º assoluto dai Cleveland Browns, e fu il sesto running back della classe ad essere selezionato.
West debuttò tra i professionisti nella gara di settimana 1, persa 30-27 da Cleveland in casa dei rivali divisionali di Pittsburgh contro i quali egli mise a referto un'ottima prestazione, correndo per 100 yard in 16 portate ad una media di 6,2 yard a tentativo. Il primo touchdown su corsa lo segnò la settimana successiva nella vittoria in casa contro i New Orleans Saints e andò di nuovo a segno nella settimana 3 contro i Ravens. Il primo touchdown su ricezione in carriera lo segnò nella vittoria della settimana 9 sui Buccaneers su passaggio da 2 yard di Brian Hoyer. Quattro giorni dopo tornò a segnare su corsa, guidando la sua squadra con 94 yard corse nella vittoria in trasferta sui Cincinnati Bengals che portò i Browns in testa alla propria division. La sua prima stagione si chiuse con 673 yard corse (leader dei Browns) e quattro touchdown (più un quinto su ricezione) disputando 14 partite, di cui sei come titolare.

### Tennessee Titans
Il 6 settembre 2015, West fu scambiato coi Tennessee Titans per una scelta da definire del Draft 2016. Il 7 novembre dello stesso anno fu svincolato.

### Baltimore Ravens
Il 10 novembre 2015, West firmò con i Baltimore Ravens.

## Statistiche
| Partite totali      | 14  |
| Partite da titolare | 6   |
| Yard corse          | 673 |
| Touchdown su corsa  | 4   |

Statistiche aggiornate alla stagione 2014